# Escudo de Haití
El escudo nacional de Haití fue adoptado en 1807 y su uso, oficializado desde 1986, es reconocido por la Constitución de Haití de 1987 que lo describe en su artículo 3, párrafo c, como:

Les armes de la République sont: le palmiste surmonté du bonnet de la liberté et ombrageant de ses palmes un trophée d’armes avec la légende: “L’UNION FAIT LA FORCE’’
Las armas de la República son: la palmera de aceite superada del gorro de la libertad y bajo sus palmas, trofeos y la leyenda "L'Union Fait la Force"Constitución de Haití de 1987

El emblema de Haití figura igualmente en el centro de la bandera de Haití, donde queda representado sobre un rectángulo blanco.

## Descripción
Se trata de un emblema representado por una palmera de aceite (en francés:palmiste) adornada de un gorro frigio con los colores nacionales y acompañada a ambos lados por dos cañones. Acolada a la figura vegetal central se disponen varias banderas con los colores nacionales y varios rifles. El todo se dispone sobre una terraza sobre la que se representan otros elementos simbólicos: unas cadenas rotas, un tambor, hachas, anclas, balas de cañón y trompetas, banderines y cascos, así como una cinta con la leyenda nacional: "L'Union fait la force" (La unión hace la fuerza). 

## Historia
Como no existía un sello oficial de estado, por el momento se adoptó el sello de Christophe como tal. Era circular y mostraba las letras H.C. coronado por una corona de roble con el lema: «Libertas religio mores» (en español, Libertad de religión moral). El emblema fue adoptado con la independencia del país en 1807. Era ovalado y mostraba diez estrellas y un sol con rostro humano surgiendo del mar. El escudo de armas también se colocó en el nuevo sello y está rodeado por la leyenda: ETAT D’HAITY (en español, Estado de Haití) y dos ramas de olivo.  El uso del símbolo fue interrumpido en dos ocasiones; una vez fue durante el periodo de Henri I. El entonces presidente Henri Christophe había declarado a sí mismo como el emperador de Haití y adoptó un escudo de armas real. En el escudo de armas de oro había un ave fénix que renace de sus llamas con estrellas de cinco puntas alrededor de ella, y el lema Je renais de mes cendres (en español: Me levantaré en mis cenizas) inscrito en una cinta delineando el escudo. Dos leones magníficamente coronados apoyan a ambos lados del escudo, y el lema Dieu ma cause et mon épée (en español: Dios, mi patria y mi espada) se colocó en la parte inferior. En 1811, tras la proclamación del general Henri Christophe como rey de Haití se difundió en la bandera un escudo de armas en campo de azur con un ave fénix de oro superada de estrellas de cinco puntas y cargando en su bordura el lema en latín Ex Cineribus Nascitur (« De las cenizas resurgiremos »), con una corona al timbre. La proclamación del Presidente General Faustin Soulouque como emperador de Haití con el nombre de Faustino I en 1849 supuso la difusión de un nuevo emblema. El blasón adoptado por Soulouque consistía en un campo azur con una palmera resaltada de un águila de oro, al estilo napoleónico, sobre dos piezas de artillería pasadas en aspa. El conjunto, representado según la moda heráldica del siglo XIX, se completaba de dos leones a modo de soporte y timbrado de una corona con un lema, el todo sobre un manto púrpura.
Tras el derrocamiento de Soulouque en 1859, las autoridades republicanas retomaron el emblema tradicional que volvería a ser modificado durante el régimen de Duvalier, retirando algunos elementos como el gorro frigio y las cadenas, y adoptando los colores rojo y negro de la enseña haitiana también alterada. Con el derrocamiento de los Duvalier, la Constitución de 1987 estableció como emblema oficial el escudo creado en 1807.

## Escudos de armas históricos

### Período colonial

Escudo de armas antes de la Revolución Francesa (1625–1803)

### Periodo de independencia

Escudo de armas del Primer Imperio de Haití desde 1804 hasta 1806
Sello Nacional del Estado de Haití (1807-1811)
Escudo de armas de la República de Haití (1806-1820) y de la República de Haití (1820-1849)
Escudo de armas del Reino de Haití (1811-1814)
Escudo de armas del Reino de Haití desde 1814 hasta 1820
Escudo de armas del Segundo Imperio de Haití desde 1849 hasta 1859
Escudo de armas de Haití desde 1859 hasta 1964
Emblema de Haití durante el régimen de Duvalier.